# Vũ Tú Nam
Vũ Tú Nam (tên khai sinh là Vũ Tiến Nam; 1929 –  2020) là nhà văn Việt Nam được trao tặng Giải thưởng Nhà nước về Văn học nghệ thuật năm 2001. Ông đã từng giữ chức Tổng thư ký Hội Nhà văn Việt Nam khóa IV (1989 – 1994).

## Tiểu sử
Vũ Tú Nam sinh ngày 5 tháng 10 năm 1929, quê tại thôn Lương Kiệt xã Liên Minh huyện Vụ Bản, Nam Định. 
Xuất thân trong một gia đình nhà nho, lúc nhỏ Vũ Tú Nam theo học Trường Tiểu học Pháp - Việt ở Thị xã Hòa Bình, sau đó lên Hà Nội tiếp tục học bậc Trung học.
Năm 1947, ông nhập ngũ. Nhờ khả năng viết văn, ông được phân công công tác tại báo Chiến sĩ (Liên khu 4). Năm 1948, ông được kết nạp vào Đảng Cộng sản Đông Dương. Năm 1950, ông được ông Lưu Văn Lợi xin chuyển về công tác tại Báo Quân đội Nhân dân. Ông cũng là một trong những biên tập viên đầu tiên của Tạp chí Văn nghệ Quân đội năm 1957, cán bộ văn nghệ thuộc Cục Tuyên huấn Quân đội Nhân dân Việt Nam, cấp bậc Thiếu tá.
Tháng 6 năm 1958, ông được chuyển sang công tác tại báo Văn học của Hội Nhà văn Việt Nam, được kết nạp là Hội viên. Trong năm sau đó, ông lần lượt công tác tại các vị trí: Thư ký tòa soạn báo Văn học (nay là Văn Nghệ), Phó tổng biên tập báo Văn Nghệ, Giám đốc Nhà xuất bản Tác phẩm Mới (nay là Nhà xuất bản Hội Nhà Văn). Ông cũng được bầu làm Ủy viên Ban chấp hành Hội Nhà văn Việt Nam các khóa I, II, III, IV, Tổng thư ký Hội Nhà văn Việt Nam khóa IV.
Ông là Đại biểu Quốc hội Việt Nam khóa IX.
Ông nghỉ hưu năm 1994, qua đời ngày 9 tháng 9 năm 2020 tại Hà Nội.

## Sự nghiệp
Vũ Tú Nam được trao tặng Giải thưởng Nhà nước về Văn học nghệ thuật năm 2001 với các tập truyện ngắn: Quê hương, Mùa xuân tiếng chim, Sống với thời gian hai chiều và Tuyển tập Vũ Tú Nam.

## Tác phẩm nổi bật
- Bên đường 12 (truyện vừa, 1950, Giải nhất văn xuôi Văn nghệ liên khu 4)
- Quê hương (tập truyện ngắn, 1950)
- Nhân dân tiến lên (truyện, 1951)
- Sau trận núi Đanh (truyện, 1951)
- Ngày xuân (tập truyện ngắn, 1953)
- Giành lấy tương lai (truyện, 1954)
- Kể chuyện quê nhà (tập truyện - ký, 1954)
- Thử thách thầm lặng (truyện, 1971)
- Sống với thời gian hai chiều (tập truyện - ký, 1983)
- Mùa xuân tiếng chim (truyện ngắn, 1985)
- 20 truyện ngắn (1994)
- Mây hồng (1998)
- Có và không có (Tuyển thơ dịch, 2003)
- Hồi ức tình yêu (Tuyển thư tình, cùng Thanh Hương, 2017)

Về đề tài thiếu nhi, năm 1963, ông phát hành truyện Văn Ngan tướng công được nhiều người đón nhận và được nhà văn Liên Xô Marian Tkachov dịch sang tiếng Nga và xuất bản ở Liên Xô. Cũng từ tác phẩm này mà ông được mọi người đặt biệt danh Văn Ngan tướng công.

## Vinh danh
- Giải thưởng Nhà nước về Văn học nghệ thuật năm 2001.

### Giải thưởng văn học
- Giải nhất văn xuôi trại văn nghệ Lam Sơn liên khu IV năm 1950 cho tác phẩm Bên đường 12.

## Gia đình
Thân phụ Vũ Tú Nam đậu tú tài. Ông có hai người anh ruột là nhà văn Vũ Ngọc Bình và nhà thơ Vũ Cao.
Vợ ông là nhà văn Thanh Hương, nguyên Tổng biên tập Báo Phụ nữ Việt Nam, con gái tiến sĩ Nguyễn Huy Nhu. Ông bà có hai người con. Người con trai là họa sĩ Vũ Huy, cháu nội là siêu mẫu Vũ Nguyễn Hà Anh. Người con gái là Vũ Hương Giang, một dịch giả.